# Jars
Jars – miejscowość i gmina we Francji, w Regionie Centralnym, w departamencie Cher.
Według danych na rok 1990 gminę zamieszkiwały 522 osoby, a gęstość zaludnienia wynosiła 14 osób/km² (wśród 1842 gmin Regionu Centralnego Jars plasuje się na 666. miejscu pod względem liczby ludności, natomiast pod względem powierzchni na miejscu 207.).